# Chemical Society Reviews
Chemical Society Reviews – рецензований науковий журнал, публікується Королівським хімічним товариством (англ. Royal Society of Chemistry), виходить двічі на тиждень. В журналі публікуються оглядові статті з хімії та суміжних дисциплін. Раніше журнал мав назву Quarterly Reviews, Chemical Society (1947—1971) та Royal Institute of Chemistry, Reviews (1968—1971); з 1971 журнал має поточну назву. 
Відповідно до Journal Citation Reports, журнал мав імпакт-фактор 33,383 в 2014 році, що відповідає другому місцю з 155 журналів в категорії «Мультидисциплінарна хімія» (англ. «Chemistry, Multidisciplinary»). Головним редактором є Філіп Галє (англ. Philip Gale).
Chemical Society Reviews  інколи публікує тематичні випуски що присвячені найактуальнішим напрямкам хімічної науки. Як правило такі випуски редагуються авторитетними спеціалістами у відповідній галузі. Починаючи з 2005 року, Chemical Society Reviews публікує оглядові статті на теми, що є цікавими для широкого загалу, такі як реставрація витворів мистецтва, судово-медична експертиза тощо.
Журнал індексується в PubMed/MEDLINE.